# Karl Ludwig Reppert
Karl Ludwig Reppert (* 10. Dezember 1882 in Friedrichsthal; † unbekannt) war ein deutscher Jurist und Ministerialbeamter.

## Werdegang
Karl Ludwig Reppert studierte nach dem Abitur im Jahre 1903 Rechtswissenschaften in München, Tübingen und Bonn. Nach den beiden Staatsexamina war er zunächst Gerichtsassessor und kam als Regierungsassessor zur Bezirksregierung Hildesheim. Hier wurde er Regierungsrat und im November 1925 zum Oberpräsidium Hannover versetzt. Karl Ludwig Reppert trat zum 1. März 1933 der NSDAP bei (Mitgliedsnummer 1.489.541).
Er verließ das Oberpräsidium als Oberregierungsrat und wurde am 1. Februar 1935 Verwaltungsgerichtsdirektor in Breslau. Auf Empfehlung des Gauleiters Josef Wagner wurde er vom Chef der deutschen Ordnungspolizei Kurt Daluege zur Dienstleistung in das Polizeirechtsreferat im Reichsinnenministerium einberufen. In dem Amt Verwaltung und Recht war Reppert Ministerialrat. Im Jahre 1945 war er über Monate stellvertretender Landrat in Arnsberg, wurde im April verhaftet und bis April 1946 in Velen interniert. Über seinen weiteren Lebensweg gibt die Quellenlage keinen Aufschluss.